# Српски митрополијски гласник
Српски митрополијски гласник је био званични лист Саборског одбора у Карловачкој митрополији за народно-црквене аутономне послове који је од 1903. до 1920. излазио у Сремским Карловцима.

## Историјат
Лист је основан одлуком Саборског одбора од 21. септембра (4. октобра) 1902. године.Заслуга за његово покретање припада патријарху Георгију Бранковићу.
Првих пет година излазио је два пута месечно, од 1908. недељно, а од 1912. сваке друге недеље.
Осим одлука Саборског одбора и Архијерејског синода, објављивао је званичне стечајеве и огласе, извештаје о стању заклада и фондова, реферате о раду епархијских власти.
Штампан је у „Српској манастирској штампарији” у Карловцима, „Штампарији др Светозара Милетића” у Новом Саду, Штампарији Учитељског деоничарског друштва „Натошевић” у Новом Саду и Српској штампарији у Карловцима.
Уредници су били Мата Косовац (1903-1910), Никола Максимовић (1910-1913), Лаза Секулић (1913-1919) и поново Никола Максимовић (1919-1920).
Уз часопис је као прилог излазио Архив за историју Српске карловачке митрополије под уредништвом Димитрија Руварца.